# Primitivo Peire Cabaleiro
Primitivo Peire Cabaleiro (n. 1880) va ser un militar espanyol que va participar en la Guerra civil.

## Biografia
Nascut el 23 de novembre de 1880, va ser militar de carrera. Va arribar a ser ajudant militar del capità general de la III Regió Militar.
El juliol del 1936 es trobava destinat a Castelló de la Plana com a cap del Batalló de metralladores núm. 3 i comandant militar de la plaça, ostentant el rang de tinent coronel. Oposat a la revolta militar, Peire va aconseguir evitar que no es produís cap conat de rebel·lió a Castelló. A mitjan setembre va formar a Llevant l'anomenada Columna Peire amb forces del seu batalló de metralladores i de petites milícies de partit. Aquesta força va marxar cap al Front de Terol, on va arribar a intervenir en diverses accions. A la fi d'octubre d'aquest any Peire seria substituït al capdavant de la Columna pel capità Isidoro Serrano.
Va arribar a ser governador militar d'Almeria. Al maig de 1937 va ser nomenat comandant de la 44a Divisió, unitat amb la qual va intervenir en la batalla de Belchite. En 1938, després de les derrotes republicanes al Front d'Aragó, va ser designat comandant d'un centre de recuperació de tropes escampades; posteriorment, seria nomenat governador militar d'Igualada. Després del final de la contesa es va exiliar a França, al costat d'altres dels seus companys militars.